# Elke Sehmisch
Elke Sehmisch (n. 4 mai 1955, Leipzig, RDG) este o înotătoare ce a reprezentat Germania, medaliată olimpică. A participat la o ediție a Jocurilor Olimpice (1972) în care a câștigat o medalie de argint.

## Participări
Lista de mai jos prezintă principalele competiții la care a participat Elke Sehmisch de-a lungul carierei.
- swimming at the 1972 Summer Olympics – women's 4 × 100 metre freestyle relay[*]